# La Higuera, San Luis Potosí
La Higuera är en ort i Mexiko.   Den ligger i kommunen Ahualulco och delstaten San Luis Potosí, i den centrala delen av landet, 400 km nordväst om huvudstaden Mexico City. La Higuera ligger 1 872 meter över havet och antalet invånare är 360.
Terrängen runt La Higuera är kuperad åt nordväst, men åt sydost är den platt. Runt La Higuera är det ganska tätbefolkat, med 54 invånare per kvadratkilometer. Närmaste större samhälle är Ahualulco, 2,7 km söder om La Higuera. Omgivningarna runt La Higuera är i huvudsak ett öppet busklandskap.